# نایسر بنت
نایسر بنت (به اسپانیایی: Neisser Bent) (زادهٔ ۷ اوت ۱۹۷۶) شناگر اهل کوبا است.